# Blato (Sjenica)
Pour les articles homonymes, voir Blato.
Blato (en serbe cyrillique : Блато) est un village de Serbie situé dans la municipalité de Sjenica, district de Zlatibor. Au recensement de 2011, il comptait 46 habitants.

## Démographie
| 1948 | 1953 | 1961 | 1971 | 1981 | 1991 | 2002 | 2011 |
| ---- | ---- | ---- | ---- | ---- | ---- | ---- | ---- |
| 68   | 78   | 112  | 162  | 103  | 70   | 65   | 46   |

|  |